# 偽蕈蟲科
偽蕈蟲科（Tetratomidae），又稱偽蕈甲科，是鞘翅目擬步總科下的一個小科，雖然沒有傳統的英文俗名，但近代的學者大多稱其為「polypore fungus beetles」，意指其成蟲會取食多孔菌科的子實體。

## 系統分類學
本科下有五個亞科：優偽蕈蟲亞科（Eustrophinae）、Hallomeninae、斑蕈蟲亞科（Penthinae）、Piseninae 和偽蕈蟲亞科（Tetratominae）。由13個現生屬群並包含約150個現生物種所組成。多數偽蕈蟲類群曾經被歸類為長朽木蟲科的成員，而偽蕈蟲的系統發育位置相當混亂，近年的分子系統發育分析則指出本科是一個多系群，而非單系。
優偽蕈甲亞科（Eustrophinae）有87個現生種，分布在東方區、新北區和熱帶非洲。

## 分布
全世界都能發現偽蕈蟲科昆蟲，然而主要分布於北半球。

## 生物學
偽蕈蟲科的幼蟲會取食菌絲，而成蟲以傘菌，特別是 多孔菌科的子實體為食。

## 古昆蟲學
目前所知的化石偽蕈蟲科相當稀少，中生代的例子包含了在上白堊紀俄羅斯赫塔組發現的 Pseudohallomenus cretaceus （屬於Hallomeninae）、下白堊紀法國琥珀中的Synchrotronia idinineteena （屬於優偽蕈蟲亞科） 、上白堊紀緬甸琥珀的始祖白堊新偽蕈甲和白堊奇異偽蕈甲（均屬於優偽蕈蟲亞科 Eustrophinae）。

## 演化
從比較絕滅物種和現生物種的形態學分析，科學家認為早期優偽蕈蟲亞科成員的觸角形式可能較現今更多樣化，而與現生的新偽蕈蟲類群整體的形態相似性則暗示早期優偽蕈蟲亞科成員可能和它的現生後裔一樣具備食菌性的行為。